# Oberriet (Eglisau)
Oberriet (früher auch Oberried) ist ein ehemaliger Ortsteil und heutiger Weiler der Gemeinde Eglisau im Kanton Zürich in der Schweiz, der in den Jahren 1915 bis 1920 wegen der Stauung des Rheins teilweise aufgegeben werden musste.

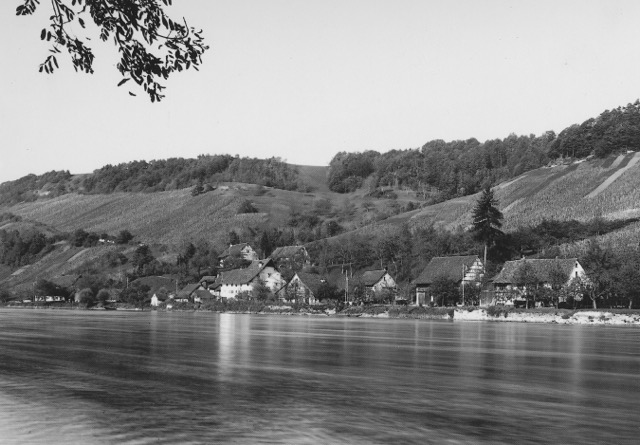
Oberriet vor der Stauung des Rheins im Jahr 1916

## Geographie
Der Weiler liegt etwa einen Kilometer rheinaufwärts vom historischen Stadtkern Eglisaus entfernt, am Fuss des Hummelberges, am rechten Rheinufer. Er grenzt im Westen an den Eglisauer Ortsteil Burg und im Norden sowie im Osten an die Gemeinde Buchberg SH. Der oberhalb des Weilers gelegene Oberrieterberg und der nordöstlich gelegene Rhinacher dienen noch heute als Weinberge. Oberriet wird von zwei bekannten Wanderwegen durchquert. Während oberhalb des Weinbergs Oberrieterberg die Etappe 5 (Rheinau–Eglisau) der regionalen Wanderroute 60 ViaRhenana verläuft, führt der zweite Weg dem Rheinufer entlang von Eglisau zur Fähre Tössegg–Buchberg.

## Geschichte
Oberriet wies ursprünglich 17 Gebäude auf, die mehrheitlich in einer Zeile am Rheinufer standen. Die Einwohnerschaft setzte sich überwiegend aus Fischern und Bauern zusammen. Der Ortsteil war bis im ersten Drittel des 19. Jahrhunderts nur über einen schmalen Fussweg erreichbar. Eine Strasse wurde erst im Jahr 1834 gebaut. Aufgrund des Baus des Kraftwerks Eglisau-Glattfelden in den Jahren 1915 bis 1920 und der damit verbundenen Stauung des Rheins mussten 15 von 17 Gebäuden abgetragen werden. Lediglich zwei etwas höher gelegene Wohnhäuser aus dem 16. und aus dem 18. Jahrhundert blieben bis heute erhalten. Mehr als 80 Personen mussten damals ihr Zuhause für immer verlassen. Um die verbliebenen Gebäude mit dem Städtchen zu verbinden, wurde eine neue, rund 750 Meter lange Strasse errichtet.
Im Jahr 1954 stellte der Eglisauer Gemeinderat die Uferlandschaft in Oberriet unter Schutz. Seit 1990 ist sie als Naturschutzgebiet von überkommunaler Bedeutung eingestuft. Der Uferbereich kann daher nur noch eingeschränkt genutzt werden. So musste die Gemeinde Eglisau in den Jahren 2016–2017 auf Weisung des Kantons Zürich beispielsweise alle vier Bootsplätze Oberriets sowie eine Feuerstelle aufheben und an neue Standorte verlegen.